# Вернер Кініц
Вернер Кініц (нім. Werner Kienitz; 3 червня 1885, Калліс — 31 грудня 1959, Гамбург) — німецький військовий діяч, генерал піхоти вермахту (1938). Кавалер Лицарського хреста Залізного хреста.

## Біографія
У березні 1904 року вступив фанен-юнкером в 54-й піхотний генерал-фельдмаршала принца Фрідріха Карла Прусського полк, в 1905 році отримав звання лейтенанта. Учасник Першої світової війни.Після демобілізації армії залишений в рейхсвері. З 15 жовтня 1935 року — командир 24-ї піхотної дивізії, з 1 квітня 1938 до 23 лютого 1942 року — 17-го армійського корпусу. Учасник Польської і Французької кампаній, а також німецько-радянської війни. З травня 1942 року — заступник командувача 2-м військовим округом (Штеттін). З січня 1945 року — в резерві. У травні 1945 року взятий в полон британськими військами, в травні 1948 року звільнений.

## Нагороди
- Орден Червоного орла 4-го класу
- Залізний хрест 2-го і 1-го класу
- Орден «За заслуги» (Баварія) 4-го класу з мечами
- Медаль «За відвагу» (Гессен)
- Хрест «За військові заслуги» (Австро-Угорщина) 3-го класу з військовою відзнакою
- Князівський орден дому Гогенцоллернів, почесний хрест 3-го класу з мечами
- Королівський орден дому Гогенцоллернів, лицарський хрест з мечами
- Почесний хрест ветерана війни з мечами
- Медаль «За вислугу років у Вермахті» 4-го, 3-го, 2-го і 1-го класу (25 років)
- Медаль «У пам'ять 13 березня 1938 року»
- Медаль «У пам'ять 1 жовтня 1938» із застібкою «Празький град»
- Застібка до Залізного хреста 2-го і 1-го класу
- Лицарський хрест Залізного хреста (31 серпня 1941)
- Медаль «За зимову кампанію на Сході 1941/42»
- Хрест Воєнних заслуг 2-го і 1-го класу з мечами
- Німецький хрест в сріблі (22 квітня 1945)